# Al-Mummia
Al-Mummia (en español: La momia) es una película del año 1969 dirigida por Shadi Abdel Salam.

## Sinopsis
La momia está basada en hechos reales. En 1881 aparecen en el mercado una serie de objetos procedentes de la dinastía Tanita. Se descubre que la tribu de los Horabat había saqueado en secreto las tumbas de los faraones de Tebas (hoy Luxor). La Escuela de Arqueología de El Cairo encontró las tumbas en un lugar recóndito del Valle de los Reyes. A través de esta película, el realizador Shadi Abd al-Salam plantea importantes cuestiones acerca de la relación entre pasado y presente, las creencias y la profanación, la muerte, etc.